# آبشار ایگل (کیمبرلی)
آبشار ایگل (کیمبرلی) (به انگلیسی: Eagle Falls) آبشاری است که در استرالیای غربی واقع شده و ارتفاع کلی ریزشگاه آن ۱۷ متر است.